# Hasta la raíz
Hasta la raíz es el cuarto álbum de estudio de la cantante mexicana Natalia Lafourcade. Sony Music México lo lanzó al mercado el 17 de marzo de 2015. Después del éxito de su anterior álbum, Mujer divina, homenaje a Agustín Lara, un tributo a dicho cantante y compositor mexicano, Lafourcade decidió grabar un disco con composiciones originales. Luego de pasar tres años escribiéndolas y de andar en busca de inspiración en diferentes ciudades, creó canciones que expresan sentimientos muy personales en torno al amor. Natalia produjo el álbum, con la ayuda del músico argentino Cachorro López y del artista mexicano Leonel García.
Luego de su lanzamiento, Hasta la raíz, recibió —en general— críticas favorables de la prensa especializada, algunos elogiaron su evolución como músico y nombraron al álbum uno de los mejores lanzamientos pop del año, mientras que otros expresaron escepticismo sobre su composición y dijeron que se había mantenido dentro de su zona de confort. La grabación alcanzó el número ocho en la lista Top Latin Albums de Billboard y la primera posición en México, donde recibió la certificación de diamante y oro, por más de 330 000 copias vendidas. Hasta la raíz recibió una nominación para «álbum del año» y ganó en la categoría de «mejor álbum de música alternativa» y «mejor ingeniería de grabación para un álbum» en los Premios Grammy Latinos de 2015. También ganó como el «mejor álbum de rock latino/alternativo» en la 58.ª edición de los Premios Grammy.
Para promocionar el álbum, se lanzaron cuatro sencillos y Lafourcade lanzó la gira Hasta la Raíz Tour en 2015 a varios países de América Latina, Estados Unidos y Europa. Los dos primeros sencillos, el que lleva el mismo nombre que el álbum y «Nunca es suficiente» alcanzaron los primeros cinco lugares en las listas de éxitos musicales en México.

## Antecedentes
En 2010, Natalia Lafourcade se unió a la directora de orquesta mexicana Alondra de la Parra en el proyecto musical Travieso Carmesí, un álbum creado como parte de la celebración del Bicentenario de la Independencia de México. En una entrevista para HOY Chicago, Lafourcade declaró que para lograr encontrar las canciones que contendría el disco, estudió el catálogo del cantante y compositor mexicano Agustín Lara, y decidió grabar un tributo con sus composiciones. Lanzado en 2012, Mujer divina le valió reconocimientos por «mejor álbum de música alternativa» y «mejor vídeo musical de larga duración» en la 14.ª edición de los Grammy latinos.
Hasta la raíz es el sexto álbum de estudio de Lafourcade y su primer grabación de material original en siete años, desde su disco titulado Hu hu hu, lanzado en 2009. El músico argentino Cachorro López, el cantante y compositor mexicano Leonel García, y Lafourcade lo produjeron, luego de que esta última tratara de contratar a otro productor discográfico que pedía honorarios muy altos: «No pudimos pagarle a un productor muy famoso —no voy a decir su nombre—, quien fijaba sus honorarios en cifras desorbitantes. Decidí refugiarme con mis amigos, hacer canciones cómplices con ellos. Cachorro y Leonel lo entendieron».

## Escritura y grabación
Después de terminar Hu hu hu (2009) Lafourcade experimentó el bloqueo del escritor y sintió que las canciones que estaba escribiendo eran demasiado similares a las de sus álbumes anteriores. Para su nuevo trabajo, buscó inspiración en el repertorio de Agustín Lara y su país natal, México. «Una de las cosas que más quería que sucediera con este disco, era encontrar de nuevo la conexión con México y con su gente». Musicalmente, quería más simplicidad en sus canciones, por lo que se obligó a escribir «sin juicio», y grabó notas de voz en su teléfono como parte del proceso de escritura. Encontró inspiración en las obras de compositores latinoamericanos como Simón Díaz, Violeta Parra, Mercedes Sosa, Chavela Vargas y Caetano Veloso. Mientras grababa demos, se dio cuenta de que las canciones eran más directas y emotivas que su trabajo anterior. La escritura tomó tres años, por lo que dio como resultado aproximadamente 30 canciones: «Tenía alrededor de 27, 30 canciones más o menos», dijo; para la selección de las que compondrían el disco, escogió las que consideraba «más fuertes»: «Quería un disco con canciones que para mí me dieran la sensación de que eran fuertes, que estaba diciendo algo importante para enriquecer el álbum completo».
La canción principal, «Hasta la raíz», la escribieron Lafourcade y el cantautor mexicano Leonel García, con quien había colaborado previamente en su álbum Mujer divina y en Todas mías (2012) de García. La idea de la canción se le atribuye a García, quien después también escribió la música junto a Natalia. Lafourcade se refirió a esta colaboración como «mágica», y dijo que la era un himno a la fuerza humana, y al no olvidarse de las raíces de cada quien. García tocó un riff de huapango, y Lafourcade comenzó a cantar mientras el productor Cachorro López grababa todo, y el resultado final es de esa sesión.
Hay dos canciones sobre el enamoramiento, «Mi lugar favorito» y «Vámonos negrito». La primera, arreglada para emular arrebatos emocionales, fue la más difícil de terminar, y la cantante tuvo dificultades para encontrar el lugar adecuado para ella en el álbum. «Vámonos negrito» es un homenaje a sus raíces latinoamericanas que comenzó a escribir después de un espectáculo en Colombia y que terminó en Cuba; En esta canción —una de sus favoritas— intentó crear un paisaje musical con instrumentos, texturas y armonías. El bolero «Antes de huir», es una canción «triste y esperanzada». Se trata de no dejar ir las cosas que amamos. «Ya no te puedo querer», escrita durante una gira en Monterrey es, según Lafourcade, una oscura canción folk-pop sobre descubrir que alguien ya no puede estar en una relación.

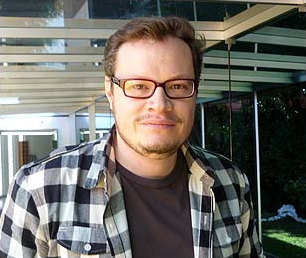
El cantautor mexicano Leonel García, coescribió la canción principal del álbum y coprodujo la canción «No más llorar».

«Para qué sufrir» es una canción sobre estar bien y confiar en alguien, Lafourcade la escribió en poco tiempo pero tuvo problemas con el coro, por lo que le pidió ayuda al cantante principal de Torreblanca, José Manuel Torreblanca; López hizo los arreglos. «Nunca es suficiente» trata las emociones de una relación disfuncional y el querer algo más. Lafourcade y Daniela Azpiazu la compusieron y estaba destinada a ser interpretada por la artista mexicana Paulina Rubio, ya que tanto Lafourcade como Azpiazu querían escribir canciones para otros artistas. Sin embargo, al terminar, decidieron quedarse con la canción y usarla para el proyecto de Aziapizu, María Daniela y su Sonido Lasser o para el álbum de Lafourcade. Según Beverly Bryan de The Village Voice, la canción se parece a The Life Pursuit de Belle and Sebastian «en su tratamiento de las inspiraciones pop de la era de la década de 1960». Mariano Prunes de AllMusic comparó la canción con el trabajo de la cantante española Jeanette en la canción «Porque te vas». Lafourcade decidió el título del álbum entre las canciones «Hasta la raíz» y «Palomas blancas»; este último escrito en Las Vegas, durante su viaje a los Premios Grammy. Es una historia llena de metáforas sobre su amor por México, su conexión con el universo y su autoconservación. La canción tenía un arreglo más modificado, hecho con pocos acordes.
Para crear un equilibrio en la lista de canciones, Lafourcade escribió «Te quiero ver» como una «canción simple» sobre querer estar con alguien. Coescrita junto con Marian Ruzzi, se inspiró en la música de la década de 1970, incluido un coro con voces de respuesta, que emulaba el teatro musical. La letra de «Lo que construimos», trata sobre la decisión de dejar a alguien e ir por caminos separados. «Estoy lista» es una balada sobre estar listo para estar bien, y Lafourcade trabajó en la pista en su tiempo libre, tomando un año para terminarla. La última canción, «No más llorar», escrita durante una reunión familiar con su padre y su hermana en Chile, trata sobre un amor que no podría ser, su duelo y búsqueda de estabilidad, perdón y curación. En presentaciones en vivo, la cantante dedica la canción a México, para enviar esperanza a través de su música y ayudar a las personas a lidiar con situaciones como el secuestro masivo de Iguala. «Siento que hoy en día es realmente importante que reconozcamos la parte social. Debemos mirar hacia adentro y trabajar, ver qué aspectos podemos abordar para ofrecer algo más positivo al mundo».
También declaró a la revista Venue que la secuencia del álbum se seleccionó para crear un ciclo, para tener un comienzo y un final.

## Sencillos
La pista homónima, «Hasta la raíz», se lanzó como el primer sencillo el 1 de enero de 2015. Alcanzó el número cinco en el listado Monitor Latino de México y el 17 en la lista estadounidense Billboard Latin Pop Songs, y ganó el premio Grammy Latino por «Grabación del año», «Canción del año» y «Mejor canción alternativa» en la ceremonia realizada en 2015. Alonso Ruizpalacios dirigió el video musical, en los Estudios Churubusco en la Ciudad de México, para lo cual reunió 300 aficionados que respondieron a un anuncio publicado en las redes sociales. «Nunca es suficiente» se lanzó como sencillo promocional el 21 de enero de 2015, mientras que el video musical se estrenó el 23 de marzo de 2015; dirigido por Martín Bautista, cuenta con los actores Diana Lein, Gustavo Sánchez Parra y Tenoch Huerta. El video presenta dos parejas durante las diferentes etapas de una relación amorosa. «Nunca es suficiente» alcanzó el número cuatro en la lista Monitor Latino. La pista «Lo que construimos» se seleccionó como el tercer sencillo, con su video musical también dirigido por Ruizpalacios y estrenado el 13 de septiembre de 2015. El 10 de diciembre del mismo año se anunció que «Mi lugar favorito» sería el cuarto sencillo.

## Gira
Lafourcade inició una gira promocional por todo México y sus presentaciones se realizaron solo en los teatros que tuvieran al menos 100 años de antigüedad. The Village Voice, informó que al realizarle una entrevista a la artista, esta dijo que: «Hay suficientes edificios longevos en todo el país para que esto sea posible», aunque según ella misma, «algunos de ellos se mantienen mejor que otros». El Hasta la raíz tour empezó en Tijuana el 18 de abril de 2015 y también visitó varias ciudades de los Estados Unidos como San Francisco, Washington D. C., y la ciudad de Nueva York. En Hollywood, Lafourcade participó en Latin Grammy Acoustic Sessions en el Teatro Fonda, algunas fechas en Argentina, Chile, Italia y España se dieron a conocer; sin embargo, su sello discográfico, Sony Music, anunció que debido a una enfermedad, la presentación en España, prevista para junio, se cancelaría. En septiembre, Lafourcade participó en el Festival DCODE 2015 en Madrid, España. La cantante también visitó Colombia el 1 de octubre de 2015, se presentó en el Royal Center de Bogotá. El 4 de noviembre de 2015, Lafourcade cumplió el sueño que tenía desde hace mucho tiempo, que era presentarse primera vez en el Auditorio Nacional en la Ciudad de México: 
«He estado aquí con Julieta Venegas, y alguien me recordó que fui telonera de Juanes hace unos años. Cuando tenía 13 me escapé de casa con mi mejor amigo para que fuéramos a ver a Christina Aguilera y quería estar en el escenario, deseando tener esta oportunidad. Después de muchos años de trabajo, esto se convirtió en una realidad».
Para promocionar aún más el álbum, Lafourcade se convirtió en la primera cantante y compositora femenina mexicana en grabar una sesión acústica para el servicio de música en streaming Spotify, titulado Spotify Sessions, el extended play en vivo incluye seis pistas de Hasta la raízː «Para qué sufrir», «Nunca es suficiente», «Ya no te puedo querer», «Palomas blancas», y «No más llorar», y una versión de «Silencio» de Rafael Hernández. Lafourcade interpretó «Hasta la raíz» en los premios Grammy Latinos de 2015. También se presentó fuera de la gira en un espectáculo con lleno total en el Teatro Cariola en Santiago de Chile, Chile, el 25 de noviembre de 2015.

## Recepción

### Crítica
Luego de su lanzamiento, Hasta la raíz recibió la aclamación universal de los críticos de música. Beverly Bryan de The Village Voice declaró que el álbum «lanza un hechizo con sentimientos profundos, melodías y letras que permanecen en la mente. Elegantemente adornado con cuerdas sutiles y producción aterciopelada, tiene el tipo de calidez que la gente siempre dice que puede escuchar en viejos discos de vinilo». Bryan predijo que este lanzamiento sería reconocido en el futuro como la «declaración más profunda y duradera» de la cantante. En otra crítica positiva, Natalia Cano de la revista Rolling Stone México, se refirió al álbum como un «pop fresco y honesto, un reflejo de su madurez musical», y también reiteró que el álbum «continúa ubicándola como una de las más importantes compositoras e intérpretes de América Latina». Mariano Prunes de AllMusic le dio al álbum 4.5 de 5 estrellas, y en su crítica declaró que «Estas son canciones extremadamente bien escritas en el espíritu de la gran tradición romántica de América Latina de la cual Lara fue un padre fundador, pero con una perspectiva contemporánea». Un editor de Televisa Espectáculos escribió una crítica mixta, donde comentó que el álbum tiene que ser escuchado dos veces para «enamorarse de al menos una canción», y comparó positivamente la canción principal con el trabajo de Lafourcade en su álbum anterior (Mujer divina) y las canciones «Mi lugar favorito» y «Te quiero ver» con su álbum Hu hu hu, creando una «mezcla de sonidos» en la que Lafourcade muestra todas las cosas que aprendió después de trabajar con el catálogo de Agustín Lara.
El álbum obtuvo los reconocimientos al «mejor álbum de música alternativa» y a la «mejor ingeniería de grabación para un álbum», y recibió una nominación para «álbum del año», en la 16ª Entrega Anual de los Premios Grammy Latinos. Sobre las nominaciones, Lafourcade le dijo al periódico Al Día: «Estoy muy agradecida con la gente porque este álbum me ha permitido llegar a ellos de una manera más cercana, crear una complicidad ... Me siento muy feliz y con grandes expectativas, independientemente de si obtenemos el Grammy latino o no». La columnista de Billboard, Leila Cobo, mientras revisaba a los nominados para el Premio Grammy latino al «álbum del año», declaró que este es un «álbum innovador» para la cantante, ya que va «más allá de sus raíces alternativas al territorio comercial, pero con delicadeza y agallas que se mantienen cercanas a sus orígenes». Hasta la raíz ganó un premio Grammy al «mejor álbum de rock latino/alternativo». El periódico El País ubicó al disco en el número uno en la lista de los «10 mejores álbumes de 2015 en México»; según el crítico Luis Pablo Beauregard, es un álbum «desnudo y crudo, donde la letra y la fragilidad de su voz dibujan la huella del desamor». La edición estadounidense de la revista Rolling Stone colocó a Hasta la raíz en el número tres de la lista de los «10 mejores álbumes latinos del año», argumentando que «la grandiosidad de las ambiciones del álbum se ve atenuada por la magistral composición de Lafourcade, que sigue siendo tan hábil como un pase cruzado de Mesut Özil». Los editores de la revista Billboard lo clasificaron en el número dos en la lista «10 mejores álbumes latinos de 2015», quienes afirmaron que la cantante «se las arregla para ser retro y futurista al mismo tiempo ... el sonido es tan inesperado que, junto con la dulce voz de Lafourcade, es deslumbrante». El sitio web AllMusic incluyó el álbum en su lista «Lo mejor de 2015: Álbumes latinos y mundiales favoritos», y explicó que Lafourcade «ofrece una colección íntima, conmovedora y silenciosa de canciones rompecorazones en esta joya de álbum».

### Comercial
En los Estados Unidos, el álbum estuvo disponible el 17 de marzo de 2015, solamente como descarga digital y debutó en el número doce en la lista Billboard Latin Albums, vendiendo más de 1000 unidades digitales. El 14 de abril, el disco estuvo disponible en Amazon Prime y el 25 de septiembre de 2015 un CD físico se lanzó. Después de la presentación de Lafourcade en los premios Grammy latino de 2015, las ventas del álbum aumentaron un 176 % y volvió a entrar en la lista Latin Pop Albums de Billboard en el puesto siete, casi llegando a su posición más alta inicial (número 6). El disco volvió a ingresar al conteo en la semana del 23 de enero de 2016, para alcanzar su pico más alto en el número ocho y también alcanzó una posición más alta en la lista Latin Pop Albums, en el puesto cinco. En la semana del 16 de abril de 2016, alcanzó su mejor posición en el listado Latin Pop Álbum al llegar al número cuatro. En México, Hasta la raíz alcanzó el número uno en el Top 100 México y la Asociación Mexicana de Productores de Fonogramas y Videogramas lo certificó diamante y oro por la venta de 330 000 copias. Hasta la raíz alcanzó el puesto 73 en la lista de álbumes de España y 82 en las de Italia, pasando una semana en las dos listas.

## Lista de canciones
Las canciones que no estén marcadas, fueron escritas y producidas por la propia Lafourcade.
| Hasta la raíz – Standard edition |                         |                                     |                            |          |  |
| N.º                              | Título                  | Escritor(es)                        | Productor(s)               | Duración |  |
| 1.                               | «Hasta la raíz»         | Natalia Lafourcade, Leonel García   | Lafourcade, Cachorro López | 3:42     |  |
| 2.                               | «Mi lugar favorito»     |                                     |                            | 4:57     |  |
| 3.                               | «Antes de huir»         |                                     |                            | 3:52     |  |
| 4.                               | «Ya no te puedo querer» |                                     |                            | 4:47     |  |
| 5.                               | «Para qué sufrir»       | Lafourcade, Juan Manuel Torreblanca | López, Lafourcade          | 3:47     |  |
| 6.                               | «Nunca es suficiente»   | Lafourcade, Daniela Azpiazu         | López, Lafourcade          | 3:57     |  |
| 7.                               | «Palomas blancas»       |                                     |                            | 4:37     |  |
| 8.                               | «Te quiero ver»         | Lafourcade, Marian Ruzzi            |                            | 3:27     |  |
| 9.                               | «Vámonos negrito»       |                                     |                            | 4:34     |  |
| 10.                              | «Lo que construimos»    |                                     | López, Lafourcade          | 4:39     |  |
| 11.                              | «Estoy lista»           |                                     | López, Lafourcade          | 4:42     |  |
| 12.                              | «No más llorar»         |                                     | Lafourcade, García         | 5:34     |  |

| Hasta la raíz – Edición especial |                                         |                                |                    |          |  |
| N.º                              | Título                                  | Escritor(es)                   | Productor(s)       | Duración |  |
| 13.                              | «Partir de mí»                          |                                | Lafourcade         | 3:48     |  |
| 14.                              | «Duele»                                 |                                | López, Lafourcade  | 3:35     |  |
| 15.                              | «Me voy de casa»                        | Lafourcade, Alejandro Ferreira | Lafourcade, García | 4:04     |  |
| 16.                              | «Lo que construimos (Reggae Version)»   |                                |                    | 5:06     |  |
| 17.                              | «Hasta la raíz (Canova's Root Version)» | Lafourcade, García             | Michele Iorfida    | 3:39     |  |

| Hasta la raíz – DVD (Edición especial) |                                      |          |  |
| N.º                                    | Título                               | Duración |  |
| 1.                                     | «Documental»                         |          |  |
| 2.                                     | «Hasta la raíz (videoclip)»          |          |  |
| 3.                                     | «Nunca es suficiente (videoclip)»    |          |  |
| 4.                                     | «Lo que construimos (videoclip)»     |          |  |
| 5.                                     | «Hasta la raíz (vídeo lírico)»       |          |  |
| 6.                                     | «Nunca es suficiente (vídeo lírico)» |          |  |
| 7.                                     | «Lo que construimos (vídeo lírico)»  |          |  |

| Hasta la raíz – Edición Japonesa |                                         |                    |                 |          |  |
| N.º                              | Título                                  | Escritor(es)       | Productor(s)    | Duración |  |
| 13.                              | «Hasta la raíz (Canova's Root Version)» | Lafourcade, García | Michele Iorfida | 3:39     |  |
| 14.                              | «Cursis melodías (DJPHO Remix)»         |                    | Lafourcade      | 4:35     |  |

## Listas

### Semanales
| País           | Lista                | Mejor posición | Ref.    |
| 2015-16        | 2015-16              | 2015-16        | 2015-16 |
| -------------- | -------------------- | -------------- | ------- |
| España         | Spain Albums Top 100 | 73             | [ 64 ]  |
| Estados Unidos | Top Latin Albums     | 12             | [ 65 ]  |
| Estados Unidos | Latin Pop Albums     | 6              | [ 65 ]  |
| Italia         | Italy Albums Top 100 | 82             | [ 66 ]  |
| México         | Top 100 México       | 1              | [ 67 ]  |

### Anuales
| País   | Lista          | Posición |
| 2015   | 2015           | 2015     |
| ------ | -------------- | -------- |
| México | Top 100 México | 6        |

| País   | Lista          | Posición |
| 2016   | 2016           | 2016     |
| ------ | -------------- | -------- |
| México | Top 100 México | 40       |

## Certificaciones
| País           | Organismo certificador | Certificación | Ventas certificadas | Ref.   |
| -------------- | ---------------------- | ------------- | ------------------- | ------ |
| Italia         | FIMI                   | Oro           | 25,000              | [ 70 ] |
| Estados Unidos | RIAA                   | 2x Platino    | 120,000             | [ 71 ] |
| México         | AMPROFON               | Diamante+Oro  | 330,000             | [ 72 ] |

## Historial de lanzamientos
| Región         | Fecha                    | Formato                  | Edición(s)       |
| -------------- | ------------------------ | ------------------------ | ---------------- |
| Italia         | 17 de marzo de 2015      | Descarga digital         | Estándar         |
| México         | 17 de marzo de 2015      | CD, Descarga digital, LP | Estándar         |
| México         | 13 de noviembre de 2015  | CD, descarga digital     | Edición Especial |
| España         | 8 de septiembre de 2015  | LP                       | Estándar         |
| Estados Unidos | 17 de marzo de 2015      | Descarga digital         | Estándar         |
| Estados Unidos | 25 de septiembre de 2015 | CD                       | Estándar         |

## Créditos y personal
Los siguientes créditos son de las notas del álbum Hasta la Raíz.

### Créditos de interpretación por canción
- Hasta la Raíz:
  - Cachorro López; productor
  - Alan Ortíz; programación
  - Natalia Lafourcade; productor, voz, teclado, guitarra eléctrica, percusiones
  - Gustavo Guerrero; guitarra eléctrica, percusión
  - Leonel García; guitarra acústica, director vocal
  - Uriel Herrera; batería, percusión
  - José Lugo; percusión
  - Mariana Ruiz; guitarra de bajos
- Mi Lugar Favorito:
  - Alan Ortíz; programación
  - Natalia Lafourcade; productor, voz, guitarra acústica, mellotron, teclados
  - Gustavo Guerrero; guitarra eléctrica
  - Uriel Herrera; batería, percusión
  - Mariana Ruiz; guitarra de bajos
  - Daniel Zlotnick; saxofón tenor, saxofón barítono
  - Marcia Medrano; trombón
- Antes de Huir:
  - Alan Ortíz; programación
  - Natalia Lafourcade; productor, voz, piano, mellotron
  - Gustavo Guerrero; guitarra eléctrica, voz
  - Uriel Herrera; batería, percusión
  - Mariana Ruiz; guitarra de bajos
  - Daniel Zlotnick; saxofón
- Ya No Te Puedo Querer:
  - Alan Ortíz; programación y sampleo
  - Natalia Lafourcade; productor, voz, guitarra acústica, piano, teclado
  - Gustavo Guerrero; guitarra eléctrica
  - Uriel Herrera; batería, percusión
  - Mariana Ruiz; guitarra de bajos
  - Juan Carlos Quiterio; cuerno francés
  - Flor Cecilia Meléndez; cuerno francés
- Para Qué Sufrir:
  - Cachorro López; productor
  - Natalia Lafourcade; productor, voz, guitarra barítono, Órgano Hammond, teclados
  - Gustavo Guerrero; guitarra eléctrica, voz
  - Uriel Herrera; percusión, voz
  - Mariana Ruiz; voz
- Nunca Es Suficiente:
  - Cachorro López; productor
  - Natalia Lafourcade; productor, voz, guitarra acústica, teclado
  - Alan Ortíz; programación y sampleo
  - Gustavo Guerrero; guitarra eléctrica, sampleo
  - Uriel Herrera; batería, percusión
  - Mariana Ruiz; guitarra de bajos
- Palomas Blancas:
  - Natalia Lafourcade; productor, voz, piano, teclado
  - Gustavo Guerrero; guitarra eléctrica
  - Uriel Herrera; batería
  - Mariana Ruiz; guitarra de bajos
- Te Quiero Ver:
  - Natalia Lafourcade; productor, voz, guitarra acústica, teclado
  - Alan Ortíz; programación
  - Gustavo Guerrero; guitarra eléctrica, voz
  - Uriel Herrera; batería, voz
  - Mariana Ruiz; guitarra de bajos, teclado, voz
  - Mark Rudin; trompeta
  - Leonel Garcia; voz, dirección vocal
- Vámonos Negrito:
  - Natalia Lafourcade; productor, voz, cuatro, guitarra de doce cuerdas
  - Alan Ortíz; programación
  - Gustavo Guerrero; percusión, guitarra eléctrica, voz
  - Alfredo Pino; Fliscorno
- Lo Que Construimos:
  - Cachorro López; productor
  - Natalia Lafourcade; productor, voz, guitarra acústica, piano, teclados
  - Gustavo Guerrero; guitarra eléctrica
  - Uriel Herrera; batería, percusión
  - Mariana Ruiz; guitarra de bajos
- Estoy Lista:
  - Cachorro López; productor
  - Natalia Lafourcade; productor, voz, piano, teclados
  - Gustavo Guerrero; guitarra eléctrica
  - Uriel Herrera; batería, percusión
  - Mariana Ruiz; guitarra de bajos
- No Más Llorar:
  - Natalia Lafourcade; productor, voz, piano, teclados, vibráfono
  - Leonel García; productor, programación
  - Alan Ortíz; programación
  - Alan Saucedo; programación
  - Gustavo Guerrero; guitarra eléctrica
  - Uriel Herrera; batería, voz
  - Mariana Ruiz; guitarra de bajos, voz

### Créditos de interpretación
- Hannibal Bozydar; violín
- Daniel Jilote; violín
- Armando Gómez; violín
- Andrés Díaz; violín
- Luis Pedro Berrios; violín
- Israel Cruz; violín
- Abraham Becerril; violín
- Ma. Del Carmen Romero; violín
- Alejandro Camacho; viola
- Jesús Millán; viola
- Marlon Pineda; viola
- José Ricardo Rios; chelo
- Pedro Reyes; chelo
- Omar Barrientos; chelo
- Roberto Rosas; Contrabajo
- Rodrigo Chico Avelino; Contrabajo
- José Ángel Lugo Arce; percusiones
- Alfredo Pino; trompeta y Fliscorno
- Marcia Medrano; trombón
- Cinthia Quiñones; flauta
- Carlos Hernández; flauta
- Juan Carlos Quiterio; cuerno francés
- Flor Cecilia Meléndez; Cuerno francés
- Daniel Ziotnic; clarinete, saxofón, flauta

### Créditos técnicos
- Guillermo Gutiérrez Leyva; A&R
- Gonzalo Herrerías; A&R Sony Music
- Azucena Olvera; A&R Sony Music
- Mara Esquivel; gerente de discográfica
- Enriqueta Calderón; administración
- Javier Montemayor; contratación
- Róndine Alcalá; relaciones públicas
- José Blanco; Masterización
- Eduardo del Águila; ingeniero de grabación
- Sebastián Schunt; ingeniero de grabación
- Demián Nava; ingeniero de grabación
- Alan Saucedo; ingeniero de grabación
- Alan Ortíz; ingeniero de grabación
- Andrés Borda; ingeniero de grabación
- Mark Rudin; Ingeniero Asistente
- Héctor Carreón; Ingeniero Asistente
- Jerry Ordóñez; Ingeniero Asistente
- Manuel Calderón; Ingeniero Asistente
- David Bravou; Ingeniero Asistente
- Jordy Contreras; Ingeniero Asistente
- Jerry Sánchez; Ingeniero Asistente
- Jesús Emilio Domínguez; Ingeniero Asistente
- Natalia Lafourcade; intérprete principal, arreglo de cuerdas y metales
- Mariana Ruiz; arreglo de cuerdas
- Pavel Cal; arreglo de cuerdas en "No Más Llorar"
- Rodrigo Macías; dirección de arreglo de cuerdas
- Juan Pablo López; grabación audiovisual
- Bruno Bancalari; grabación audiovisual y fotografía
- Benjy Estrada; grabación audiovisual y fotografía
- Jorge Juárez; grabación audiovisual
- Diego Escalante "Kenka"; grabación audiovisual
- Dorian Lopez; diseño y fotografía
- Raquel "Richo" Aguirre; fotografía
- Alexis Rayas; iluminación
- Daniel Avilán; maquillaje
- Manuel Oliva; cabello
- Alejandra Quesada; guardarropa
- Vera Félix; guardarropa